# Isidro Novellas
Isidro Novellas Plans (* 1922 in Centelles; † 8. März 2013 ebenda) war ein spanischer Schauspieler.
Novellas versuchte sich in verschiedenen Berufen, bevor er als Schauspieler Fuß fassen konnte. Der große, hagere Darsteller kam dabei nicht über Neben- und Kleinrollen, oft als Gesetzesvertreter in Filmen von Ignacio F. Iquino, Juan Bosch und José Luis Madrid hinaus. In seiner Heimatstadt spielte er am Theater und war in zahlreichen Kurzfilm- und amateurnahen experimentellen Produktionen zu sehen.

## Filmografie (Auswahl)
- 1962: Los atracadores
- 1966: Die ganze Meute gegen mich (La venganza di Clark Harrison)
- 1966: Wer kennt Johnny R.?
- 1971: Un colt por 4 cirios
- 1986: El primer torero porno